# Club Deportivo Villaralbo
El Club Deportivo Villaralbo (C. D. Villaralbo) es un club de fútbol de España de la localidad de Villaralbo en la provincia de Zamora, Castilla y León. Actualmente juega en el Grupo VIII de la Tercera Federación.

## Historia
El club se fundó en 1952 con el nombre de Real Club Deportivo Villaralbo, nombre que mantuvo hasta la finalización de la temporada 2006/07, cuando lo modificó al actual.
El G.C.E. Villaralbo C.F. compitió en la temporada 2008/09 en la Primera División Regional Aficionados de Castilla y León, Grupo "B". En dicho grupo quedó subcampeón por detrás del S. D. Atlético Tordesillas, y logró el ascenso por primera vez en su historia a Tercera División de España.

## Datos del club
- Temporadas en 1ª: 0
- Temporadas en 2ª: 0
- Temporadas en 2ªB: 0
- Temporadas en 3ª: 9 (2009-2013) (2014-2017) (2023-2025)
- Mejor puesto en la liga: 2.º (Tercera División, temporada 2010-2011.)
- Peor puesto en la liga: 18.º (Tercera División, temporada 2012-2013.)

## Palmarés

### Trofeos amistosos
- Trofeo Ciudad de Benavente : (2): 2009 y 2010.

## Entrenadores

### Cronología de los entrenadores
- Miguel Losada Cavero (2008/2009)
- Alberto Parras (2009/2010)
- Rubén de la Barrera (2010/2012)
- Manuel Fuentes (2012/2013)
- Javier Álvarez de los Mozos (2012/2013)
- Manuel Fuentes (2013/¿?)

## Instalaciones
El estadio donde disputa sus partidos el GCE Villaralbo, con capacidad para 2.500 espectadores es el más ecológico de España. El empresario José Fernández, presidente de la empresa General de Cuadros Eléctricos, levantó en la localidad zamorana de Villaralbo un gran complejo deportivo que es sede del equipo que preside en la Tercera División; el GCE Villaralbo, desde 2009. 
Bajo el nombre 'Ciudad Deportiva Fernández-García' estas instalaciones se alimentan únicamente con energías renovables con la que se suple la iluminación, calefacción y agua caliente de todo el complejo. El estadio cuenta con un campo de hierba artificial de última generación de 105 x 70 metros de dimensión que son iluminados por tres grandes torretas que a lo largo del día recogen la energía solar y la almacenan en baterías para la iluminación nocturna. Estas tres grandes torres y varias lámparas solares en la zona del graderío proporcionan una potencia de 10 000 vatios, suficientes para una iluminación perfecta. Además el estadio también cuenta con sauna, jacuzzi, sala de prensa, cafetería, gimnasio o un aparcamiento anexo entre otros equipamientos.
Dirección: Crta. ZA-P-1102 s/n 49159 Villaralbo (Zamora)